# Afroneta praticola
Afroneta praticola är en spindelart som beskrevs av Holm 1968. Afroneta praticola ingår i släktet Afroneta och familjen täckvävarspindlar.
Artens utbredningsområde är Tanzania. Inga underarter finns listade i Catalogue of Life.